# Arizona-Baumwollratte

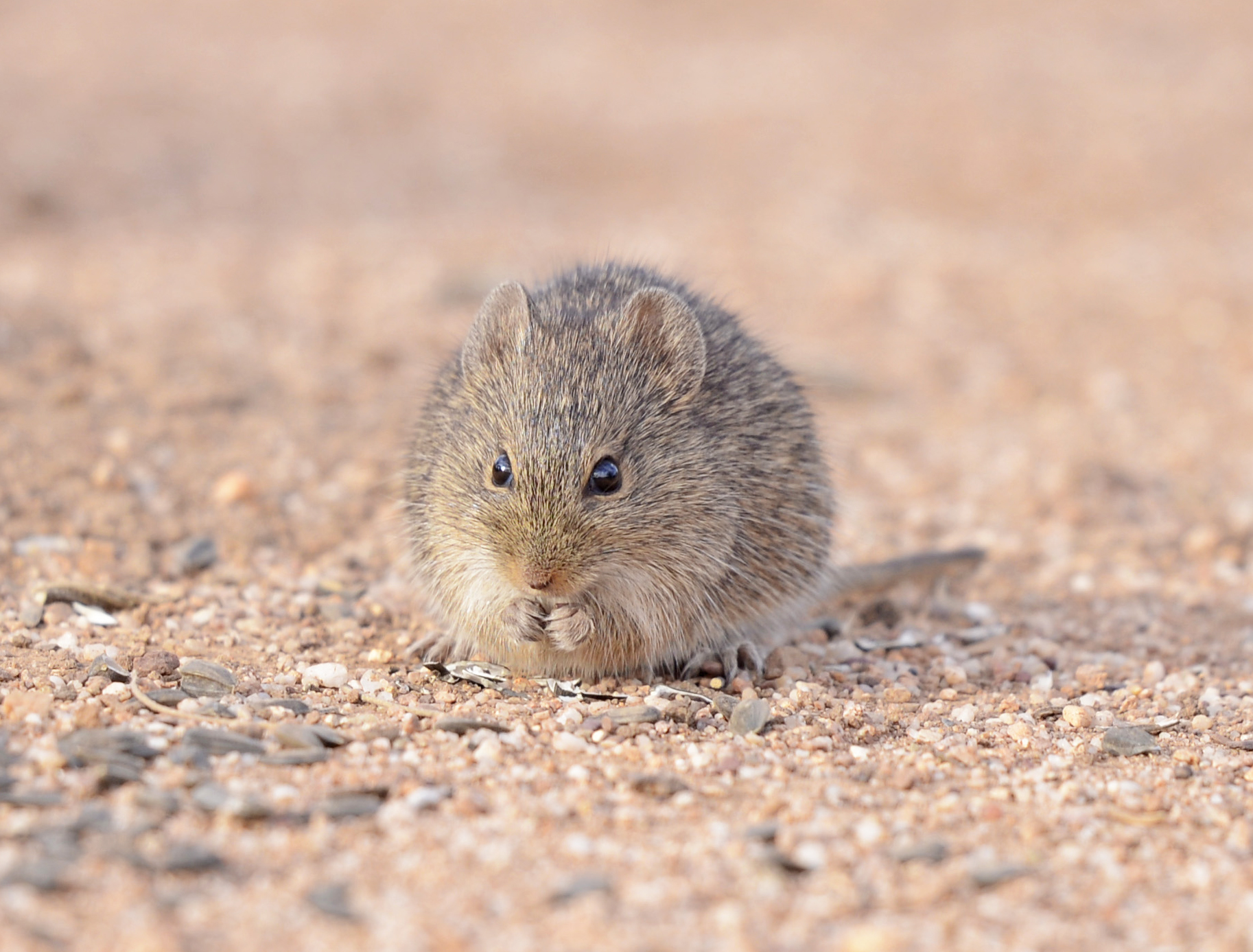
Arizona-Baumwollratte im Cochise County

Die Arizona-Baumwollratte (Sigmodon arizonae) ist ein in Nord- und Mittelamerika lebendes Nagetier (Rodentia) aus der Familie der Wühler (Cricetidae). Der Artname bezieht sich darauf, dass die Art unter anderem im US-Bundesstaat Arizona vorkommt.

## Merkmale
Die Arizona-Baumwollratte zählt zu den großen Baumwollratten und erreicht eine Gesamtlänge von 247 bis 363 Millimetern, wovon der Schwanz eine Länge von 101 bis 145 Millimetern einnimmt. Das Fell ist auf der Oberseite bräunlich-schwarz und auf der Unterseite silbrig-weißlich behaart. Das durchschnittliche Gewicht erwachsener Tiere beträgt rund 150 Gramm. Die Zahnformel lautet I1/1-C0/0-P0/0-M3/3 mit insgesamt 16 Zähnen.

## Ähnliche Arten
Aufgrund von Unterschieden in der chromosomalen Morphologie erfolgte im Jahr 1970 eine Abspaltung der Arizona-Baumwollratte von der etwas kleineren Sigmodon hispidus. Zusätzlich unterscheiden sich die beiden Arten in ihrer Schädelstruktur.

## Verbreitung, Unterarten und Lebensraum
Das Verbreitungsgebiet der Arizona-Baumwollratte erstreckt sich durch den Südwesten der USA sowie durch Teile Mexikos. Es werden folgende Unterarten geführt:
- Sigmodon arizonae cienegae, in Zentral- und Südost-Arizona, der Südwestspitze New Mexicos sowie im Norden von Sonora
- Sigmodon arizonae major, im Süden von Sonora sowie in Sinaloa und Nayarit
- Sigmodon arizonae plenus, entlang des südlichen Verlaufs des Colorado Rivers und im La Paz County
- Die Nominatform Sigmodon arizonae arizonae, die ehemals in Fort Verde (in der Nähe von Camp Verde) vorkam sowie Sigmodon arizonae jacksoni, die ehemals in der Nähe von Prescott in einer Höhe von 5000 Fuß vorkam, gelten inzwischen als ausgestorben.[1]

Die Art kommt in einer Vielzahl von Landschaften vor, bevorzugt jedoch hohe, dichte Graslandschaften, die Seggen und Binsen enthalten. Sie wurde ebenfalls in Savannenwäldern, Kiefern- und Eichenwäldern, Tropenwäldern, Palmenwäldern, Ufergebieten oder Mangrovensümpfen nachgewiesen.

## Lebensweise
Die tag- und nachtaktiven Arizona-Baumwollratten leben in becher- oder kugelförmigen Oberflächen- oder Erdnestern, die aus gewebten Gräsern angelegt werden. Die Weibchen können sich zu jedem Zeitraum im Jahr paaren. Nach einer Paarung werfen sie nach ca. 27 Tagen zwischen sechs und 17 Junge. Diese sind für Nagetiere relativ gut entwickelt und können bei der Geburt bereits laufen, obwohl ihre Augen noch geschlossen sind. Die Augen öffnen sich normalerweise innerhalb von 60 Stunden nach der Geburt. Die Jungtiere werden vom Weibchen betreut und nach 10 bis 25 Tagen entwöhnt.
Arizona-Baumwollratten ernähren sich in erster Linie von Gräsern, zuweilen auch von Zitrusfrüchten, anderen Pflanzen, einigen Insekten und Aas.
Fressfeinde der Arizona-Baumwollratte sind eine Vielzahl von Raubvögeln und fleischfressenden Säugetieren. Aufgrund ihrer hohen Vermehrungsrate, stellen sie einen wichtigen Bestandteil zur Ernährung solcher Tiere dar.

## Gefährdung
Die Arizona-Baumwollratte wird von der Weltnaturschutzorganisation IUCN als „Least Concern = nicht gefährdet“ klassifiziert, dies auch aufgrund ihrer Fähigkeit, sich schnell und vielfach zu vermehren. Aus dem gleichen Grund werden Baumwollratten bei Laborexperimenten eingesetzt.